# Saint-Sauveur (Isère)
Saint-Sauveur – miejscowość i gmina we Francji, w regionie Owernia-Rodan-Alpy, w departamencie Isère.
Według danych na rok 1990 gminę zamieszkiwało 1481 osób, a gęstość zaludnienia wynosiła 157 osób/km² (wśród 2880 gmin regionu Rodan-Alpy Saint-Sauveur plasuje się na 574. miejscu pod względem liczby ludności, natomiast pod względem powierzchni na miejscu 1166.).
Przez gminę przepływa rzeka Isère. 